# René Raphy
René Raphy, né le 27 décembre 1920 à Saint-Mandé et mort le 11 mai 2008 à Peille, est un footballeur français.

## Biographie
Originaire de Saint-Mandé en région parisienne, René Raphy commence sa carrière de footballeur, comme milieu de terrain, au CA Paris, sous la direction de Robert Fischer. En 1943, il est intégré à l'équipe fédérale Paris-Capitale en 1943-1944, puis joue l'année suivante au Stade français, qui a repris l'équipe professionnelle du CA Paris après l’éphémère fusion des deux clubs en 1942-1943.
Avec la reprise des compétitions après la libération, il signe au Stade rennais où il ne joue qu'une saison. Il part ensuite en deuxième division, au Angers SCO puis à l’OGC Nice, avec lequel il est sacré champion de D2 en 1948.
Raphy tente alors sa chance en Italie, à San Remo puis à Pistoia. Au debut de la saison 1949-1950, il joue apparemment aussi quelques matchs avec le SC Toulon. En 1950, il signe au Real Murcie en Espagne, où il joue trois ans, d'abord en première division la première année, puis en deuxième division. 
Il rentre ensuite en France et devient l’entraîneur (en 1953-1954) puis un dirigeant du club niçois de Cavigal. Il est aussi entraineur de jeunes à l'OGC Nice. Il meurt en mai 2008 dans les Alpes-Maritimes.

## Statistiques
| Saison         | Club                                | Div. | MJ. | B. |
| -------------- | ----------------------------------- | ---- | --- | -- |
| 1938-1939      | Cercle athlétique de Paris          | D2   | 1+  | 2+ |
| 1939-1943      | Cercle athlétique de Paris          | -    |     |    |
| 1943-1944      | Équipe fédérale Paris Île-de-France | D1   |     |    |
| 1944-1945      | Stade français Capitale             | D1   |     |    |
| 1945-1946      | Stade rennais UC                    | D1   | 15  | 1  |
| 1946-1947      | SCO d'Angers                        | D2   | 19  | 3  |
| 1947-1948      | OGC Nice                            | D2   | 8   | 2  |
| 1948-déc. 1948 | OGC Nice                            | D1   | 1   | 0  |
| Jan.1949-1949  | US Sanremese Calcio                 | D3   | 14  | 9  |
| 1949-déc.      | SC Toulon                           | D2   | 6   | 0  |
| 1949-1950      | US Pistoiese                        | D2   | 29  | 7  |
| 1950-1951      | Real Murcie CF                      | D1   | 18  | 4  |
| 1951-1952      | Real Murcie CF                      | D2   | 20  | 5  |
| 1952-1953      | Real Murcie CF                      | D2   | 19  | 12 |